# (35750) 1999 GP34
1999 GP34 (asteroide 35750) é um asteroide da cintura principal. Possui uma excentricidade de 0.05090130 e uma inclinação de 3.41588º.
Este asteroide foi descoberto no dia 6 de abril de 1999 por LINEAR em Socorro.